# Salvio Huix Miralpéix
Blahoslavený Salvio Huix Miralpéix (22. prosince 1877 Santa Margarita de Vellors, Španělsko – 5. srpna 1936 Lleida, Druhá Španělská republika) byl španělský římskokatolický duchovní z řádu oratoriánů, titulární biskup selymbrijský a apoštolský administrátor Ibizijský (1928–1935) a biskup leridský (1935–1936). Během Španělské občanské války byl zajat, uvězněn a zavražděn republikány.

## Beatifikace
Blahořečen byl 13. října 2013 ve skupině bl. 522 španělských mučedníků, Katolická církev si připomíná jeho památku jednak o výročním dnu jeho mučednické smrti, a jednak v rámci celé skupiny 6. listopadu.